# 雷皮肖
雷皮肖（德語：Reppichau）是德国萨克森-安哈尔特州安哈尔特-比特费尔德县的村庄和旧市镇。自2010年1月1日起，雷皮肖成为奥斯特宁堡兰的城区。